# Eotetranychus malvastris
Eotetranychus malvastris är en spindeldjursart som först beskrevs av McGregor 1950.  Eotetranychus malvastris ingår i släktet Eotetranychus och familjen Tetranychidae. Inga underarter finns listade i Catalogue of Life.